# Romain Millo-Chluski

a Compétitions nationales et continentales officielles uniquement.

b Matchs officiels uniquement.
Dernière mise à jour le 31 janvier 2019.
Romain Millo-Chluski, né le 20 avril 1983 à Ris-Orangis (Essonne), est un joueur international français de rugby à XV d'origine italo-polonaise. Il évolue au poste de deuxième ligne au Stade toulousain puis à l'USA Perpignan.
Avec le Stade toulousain, il remporte deux Coupes d'Europe en 2005 et 2010 ainsi que trois fois le championnat de France en 2008, 2011 et 2012.

## Biographie

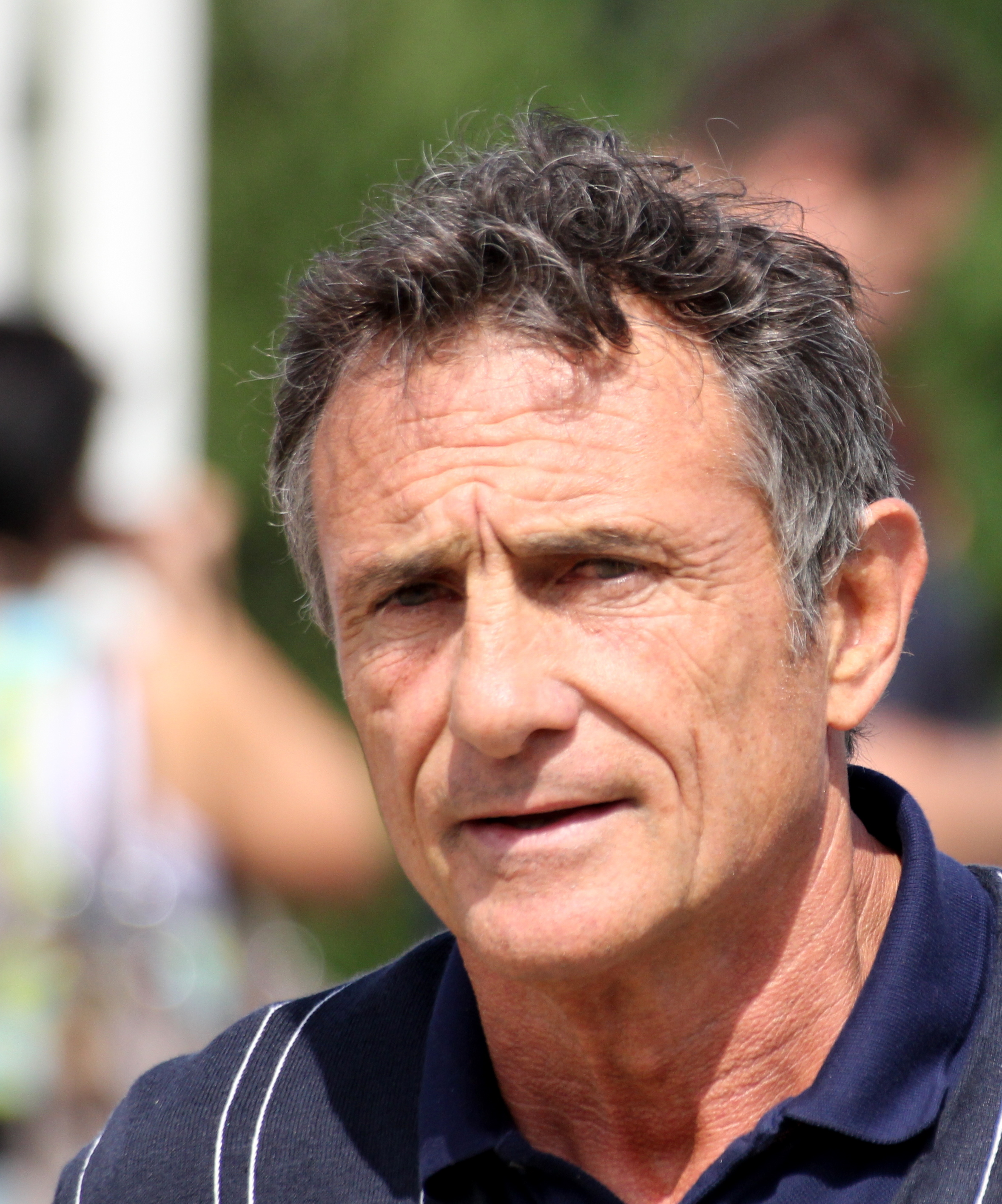
Guy Novès, ici en 2011, est le manager de Romain Millo-Chluski au Stade toulousain de 2000 à 2015.

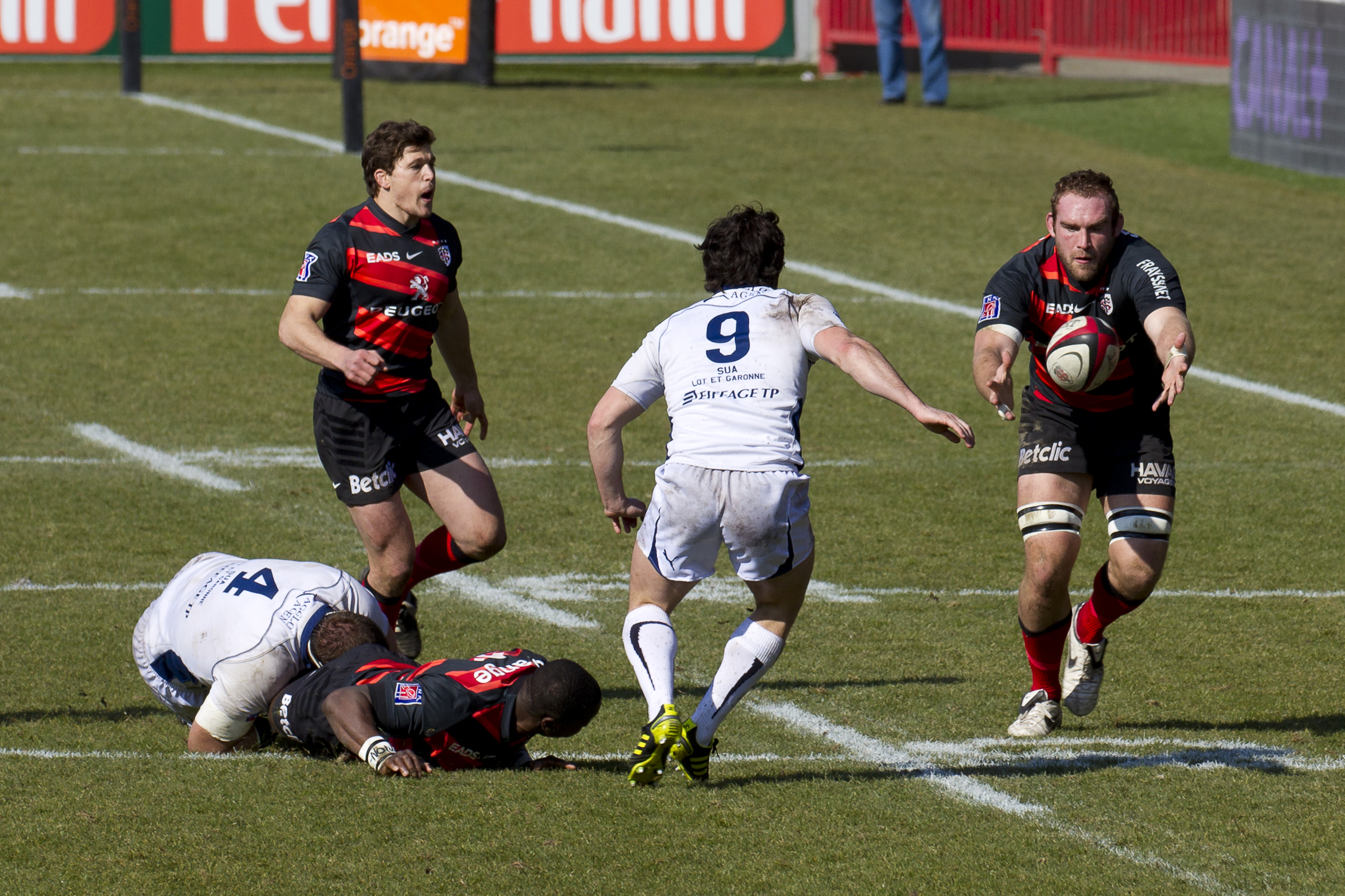
Romain Millo-Chluski face au SU Agen en 2012.

En 2005, il participe à la finale de Coupe d'Europe face au Stade français au Murrayfield Stadium à Édimbourg. Il est titulaire en deuxième ligne, associé au capitaine Fabien Pelous. Les toulousains gagnent le titre de champion d'Europe en s'imposant 12 à 18 après prolongation.
Deuxième ligne massif, il connaît sa première sélection avec le XV de France le 18 juin 2005 lors de la tournée en Afrique du Sud. Il est titulaire en deuxième ligne, associé à Pascal Papé. Le match se conclut pas un match nul 30-30. En cours de match, il est remplacé par son coéquipier de club, formé avec lui à Massy, Grégory Lamboley.
En 2008, il est rappelé en Equipe de France par le nouveau sélectionneur Marc Lièvremont. Il dispute trois matchs du Tournoi des six nations 2009.
En février 2010, il prolonge son contrat avec le Stade toulousain jusqu'en juin 2013.
En 2011, il est sélectionné pour jouer la Coupe du monde 2011. Il ne joue qu'un seul match, contre le Canada, associé à Pascal Papé, pour une victoire 46 à 19. Il est forfait pour le début du Tournoi des Six Nations 2012 et n'aura plus d'autres occasions de jouer en équipe de France.
En juin 2012, il participe à la tournée des Barbarians français au Japon pour jouer deux matchs contre l'équipe nationale nippone à Tokyo. Les Baa-Baas l'emportent 40 à 21 puis 51 à 18 mais il ne participe à aucun match.
En janvier 2013, il renouvelle de nouveau son contrat avec le Stade toulousain de trois saisons, soit jusqu'en 2016.
En 2016, il signe un contrat de deux ans avec l'USA Perpignan.

## Statistiques

### Internationales
Romain Millo-Chluski compte 18 sélections en équipe de France de 2005 à 2011, et n'a jamais marqué de points.
- Sélections par année : 1 en 2005, 3 en 2008, 9 en 2009, 3 en 2010, 2 en 2011.
- Équipe de France A : 2 sélections en 2005 (Irlande A, Italie A)
- Équipe de France -21 ans :
  - 2004 : 2 sélections (Irlande, Italie), 1 fois capitaine
  - 2003 : participation au championnat du monde en Angleterre

En coupe du monde :
- 2011 : 1 sélection (Canada)

## Palmarès

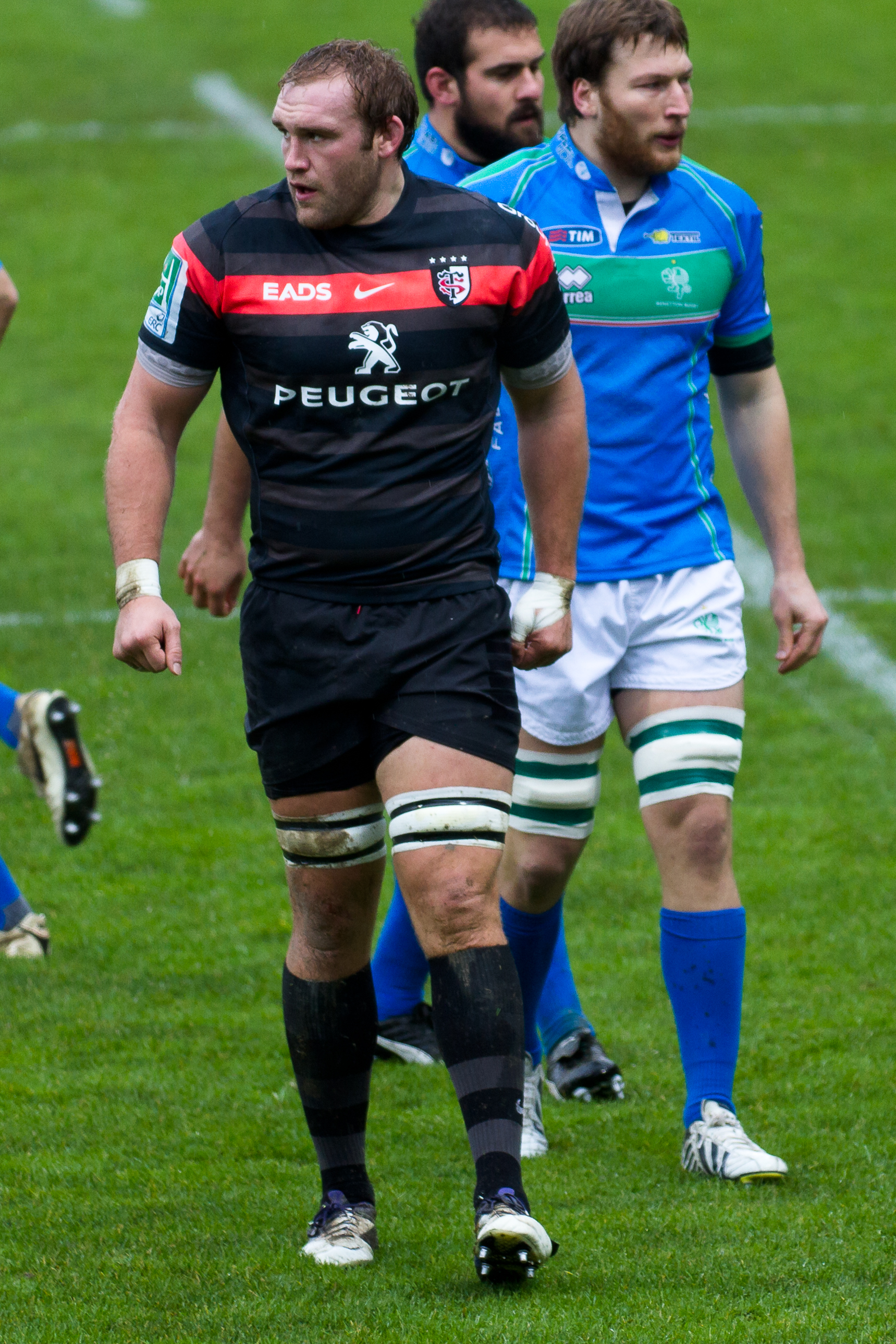
Romain Millo-Chluski en 2013.

### En club
- RC Massy
  - Vainqueur du Championnat de France Crabos en 2001

- Stade toulousain
  - Vainqueur de la Coupe Frantz Reichel en 2002
  - Vainqueur du Championnat de France espoir en 2003
  - Vainqueur de la Coupe d'Europe en 2005 et 2010
  - Finaliste de la Coupe d'Europe en 2004 et 2008
  - Finaliste du Championnat de France en 2003
  - Vainqueur du Championnat de France en 2008, 2011 et 2012
- USA Perpignan
  - Vainqueur du Championnat de France de Pro D2 en 2018

### En équipe nationale

#### Tournoi des Six Nations
| Édition          | Rang | Résultats France | Résultats Millo-Chluski | Matchs Millo-Chluski |
| ---------------- | ---- | ---------------- | ----------------------- | -------------------- |
| Six Nations 2009 | 3    | 3 v, 0 n, 2 d    | 2 v, 0 n, 1 d           | 3/5                  |

Légende : v = victoire ; n = match nul ; d = défaite ; la ligne est en gras quand il y a Grand Chelem.

#### Coupe du monde
| Édition               | Rang      | Résultats France | Résultats Romain Millo-Chluski | Matchs Romain Millo-Chluski |
| Nouvelle-Zélande 2011 | Finaliste | 4 v, 0 n, 3 d    | 1 v, 0 n, 0 d                  | 1/7                         |

Légende : v = victoire ; n = match nul ; d = défaite.